# Codilia
Codilia är ett släkte av insekter. Codilia ingår i familjen dvärgstritar.
Kladogram enligt Catalogue of Life:
| Codilia | \| \| Codilia retardata \| \| \| \| \| \| Codilia retrorsa \| \| \| \| |
|         | \| \| Codilia retardata \| \| \| \| \| \| Codilia retrorsa \| \| \| \| |
|         | Codilia retardata                                                      |
|         |                                                                        |
|         | Codilia retrorsa                                                       |
|         |                                                                        |